# Pogostemon hispidus
Pogostemon hispidus là một loài thực vật có hoa trong họ Hoa môi. Loài này được (Benth.) Prain miêu tả khoa học đầu tiên năm 1908.